# Коровка приметная
Коровка приметная (Hippodamia notata) — вид божьих коровок, рода Hippodamia. Предпочитает селиться во влажных местах. В рацион входят тли и трипсы.

## Описание
Длина от 4,5 до 5,5 мм. Цвет надкрылий варьируется от жёлто-оранжевого до красного, на них расположены крупные чёрные пятна. Преднеспинка чёрная с белыми отметинами на переднем крае. Ноги чёрные, частично коричневые. Усики также коричневые. Личинка слегка сплюснуты и покрыты миниатюрными шипами.

## Распространение по миру
В ареал входит большая часть Европы, восточная часть Палеарктики и Ближний Восток.

## Подвиды
Выделяют три подвида
- Hippodamia notata var. c-nigrum Della Beffa
- Hippodamia notata var. elongata Weise
- Hippodamia notata var. quinquesignata Friv.

## Галерея

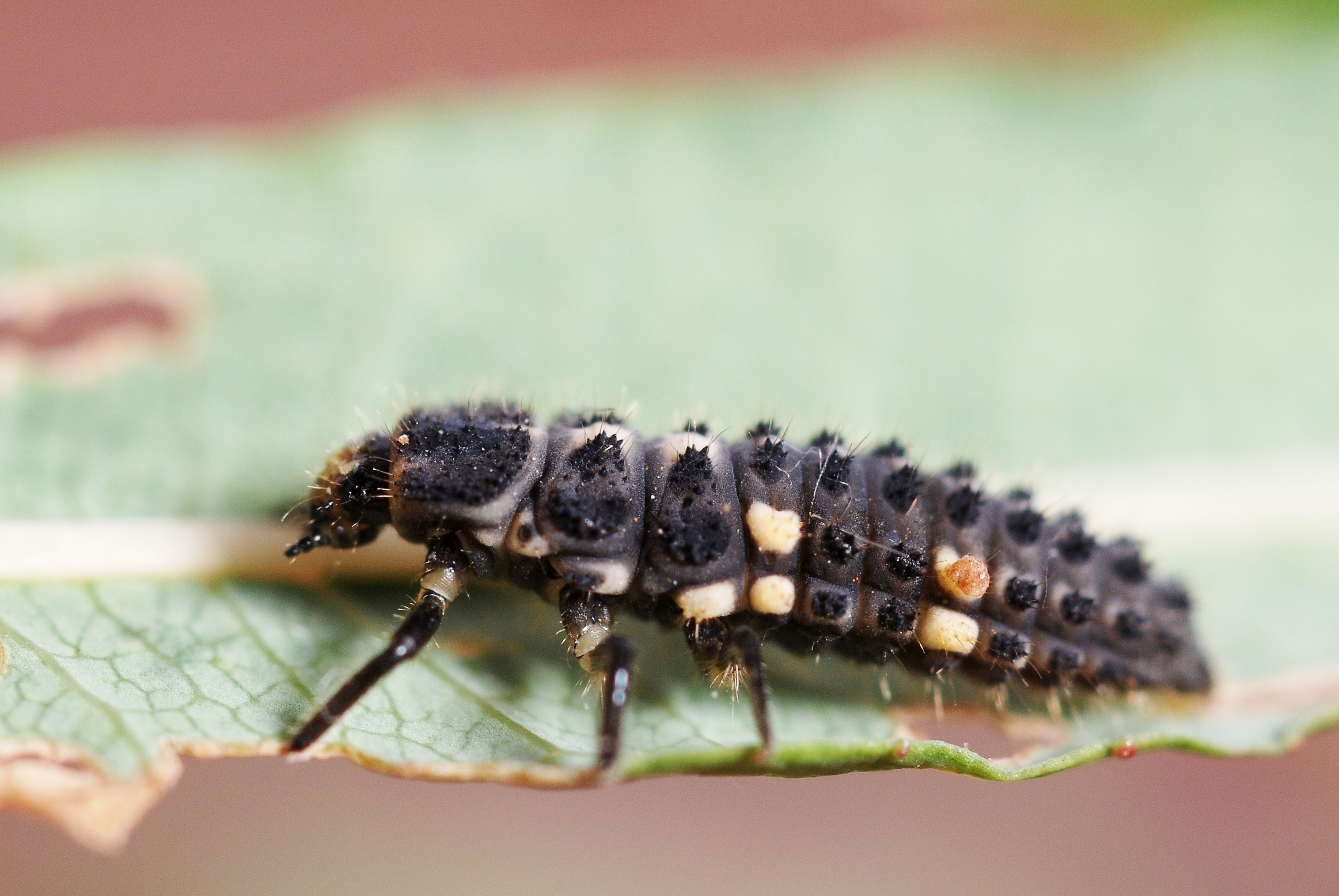
Личинка
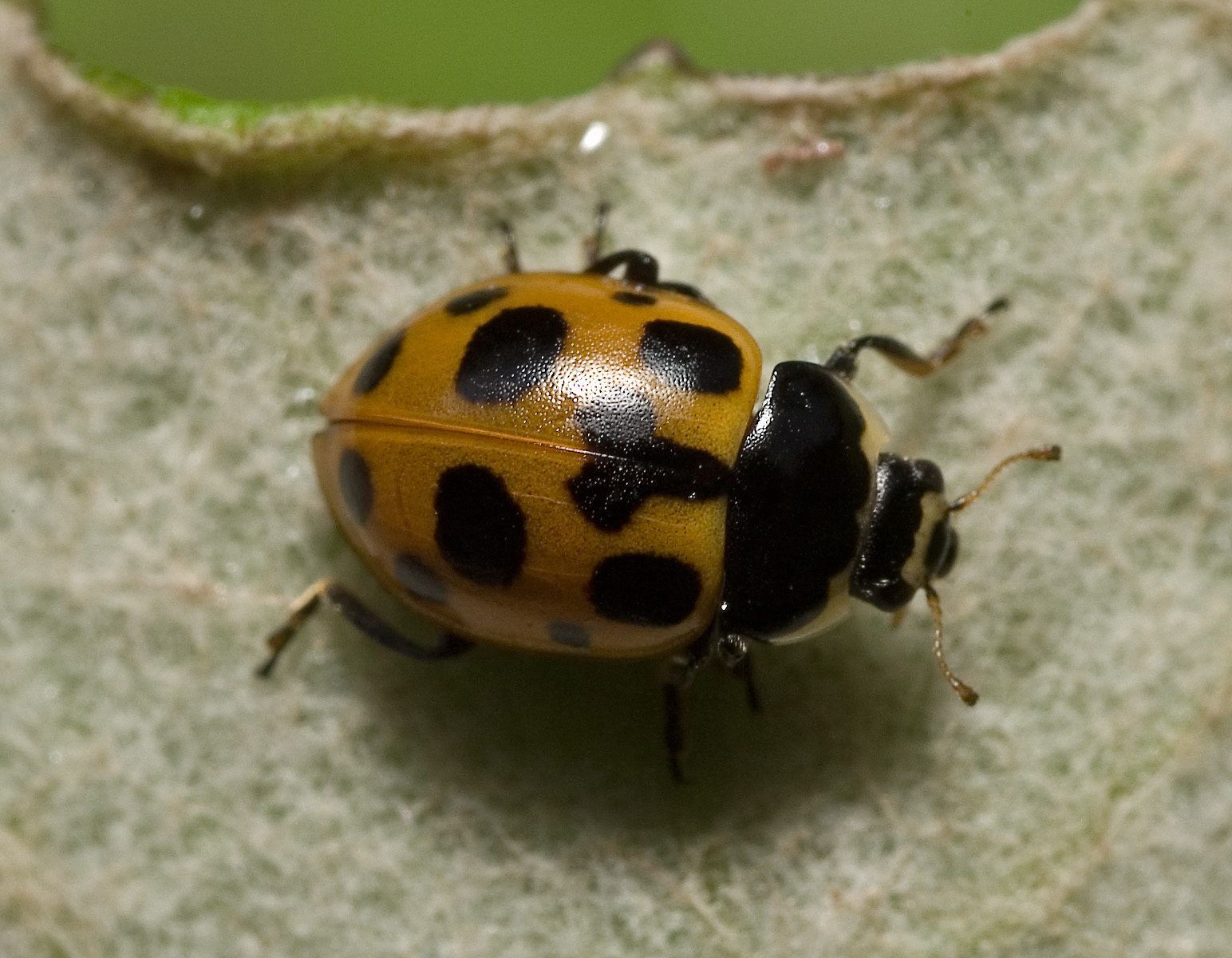
Оранжевая расцветка
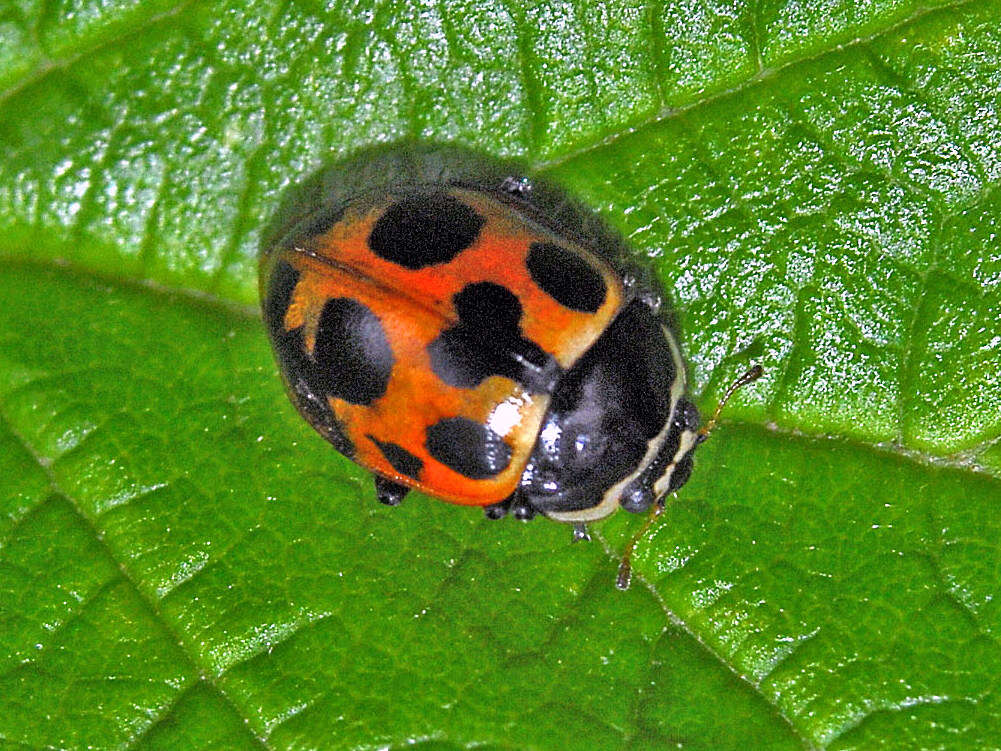
Красная расцветка
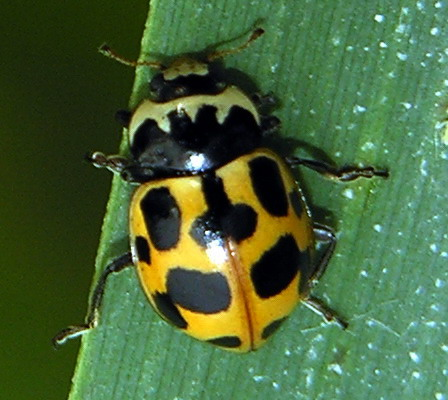
Жёлтая расцветка